# میستتشکو (ناحیه راکوونیک)
میستتشکو (به چکی: Městečko) یک منطقهٔ مسکونی در جمهوری چک است که در ناحیه راکوونیک واقع شده‌است.